# Byte
Pour les articles homonymes, voir Byte (homonymie).
Ne doit pas être confondu avec octet, bit ou mot (architecture informatique).
Le byte (prononcé /baɪt/), ou multiplet en français,, est — indépendamment de l'adressage physique de la mémoire — la plus petite unité « logiquement » adressable par un programme sur un ordinateur. Aujourd’hui, le besoin d'une structure commune pour le partage des données a fait que le  byte de 8 bits, appelé octet, s'est généralisé en informatique. Cependant, 
- jusque dans les années 1970, il existait des processeurs avec des bytes de tailles très variables ;
- il existe, pour la programmation des automates et autres équipements industriels simples, des processeurs utilisant des mémoires adressables par quantité de 4 bits, voire moins ;
- beaucoup de microprocesseurs adressent physiquement la mémoire par mot de plusieurs bytes afin d'augmenter les performances.

La généralisation des bytes de 8 bits conduit à la confusion des notions de byte et d'octet. L'octet, comme son nom l’indique, contient exactement 8 bits (en anglais eight-bit byte soit « byte de 8 bits »).

## Histoire
Le terme Byte est créé en 1956 par Werner Buchholz, alors qu'il travaille à la conception de l'IBM Stretch.  C'est une déformation orthographique volontaire de l'anglais bite, littéralement « bouchée », pour éviter toute confusion avec bit par élision du e final. Le terme désigne par analogie la plus petite unité de données accessible via un bus de données.
Sur l'IBM Stretch, il est constitué de 1 à 8 bits consécutifs dans la mémoire, sa longueur étant déterminée par l'instruction exécutée.
Le byte est l'unité de stockage d'un emplacement mémoire, qui selon le processeur peut varier de quatre à plusieurs dizaines de bits. Chaque constructeur définissait la taille du byte en fonction de ses besoins du moment. La définition même du byte était plus fluctuante. Ainsi, le  jeu d'instructions du PDP-10 offre la possibilité de charger une suite de 1 à 36 bits se trouvant dans un mot (un mot contient 36 bits sur PDP-10). Le manuel de 1967 du PDP-10 nomme « byte » une telle suite de bits. Les manuels de processeurs plus récents comme le Motorola 68020 et les processeurs x86_64 supportant les jeux d'instructions de manipulation de bits appellent « champ de bits » (bit field) une telle suite de bits,, le mot « byte » étant déjà utilisé pour nommer l'unité adressable minimale d'un octet sur ces architectures.

## Distinction entrebyteet octet
En anglais, la capacité de la mémoire informatique s'exprime généralement en bytes, alors qu'en français elle s'exprime plutôt en octets, ce qui était différent jusqu'à la généralisation des bytes de huit bits dans les années 1970. On peut donc considérer qu'une documentation en français qui exprime la capacité de mémoire en bytes a été mal traduite. Aujourd'hui, pour le Dictionnaire du multimédia. Audiovisuel, informatique, télécommunications de l'AFNOR, le byte est « l'unité d'information correspondant à un octet, soit 8 bits ». La normalisation « IEC 80000-13 » va dans le même sens : normaliser la taille des bytes à 8 bits. C'est de cette normalisation du byte de 8 bits que vient la confusion.
En anglais comme en français, si l'on veut explicitement désigner une quantité de huit bits, on utilise le mot octet ; tandis que si l'on veut exprimer l'unité d'adressage indépendamment du nombre de bits, on utilise le mot byte. Ainsi la description formelle d’un langage de programmation utilisera sciemment le mot byte si le langage ne nécessite pas qu’un byte ait une taille d’un octet. C’est par exemple le cas du langage C, où un byte peut contenir plus de huit bits. Le mot octet est sciemment utilisé en français comme en anglais pour décrire un format de données au bit près. Ainsi, on trouve le mot octet dans des textes anglais comme le RFC 793 qui décrit le protocole de communication TCP d'Internet, ou dans le standard H.263 qui décrit une norme de codage vidéo numérique.
La même distinction entre byte et octet existe donc dans les deux langues, seul change le mot que l'on utilise couramment dans les cas où le byte mesure huit bits.

## Confusion entre bit etbyte
La capacité mémoire d'une puce de mémoire informatique est généralement donnée en bits (b), mégabits (Mb) ou gigabits (Gb), alors que la capacité mémoire de l'ensemble des puces d'un ordinateur est généralement donnée en bytes (B), mégabytes (MB) ou gigabytes (GB), ou en octets (o), mégaoctets (Mo) ou gigaoctets (Go). Des médias négligents font la confusion entre bit et byte et se trompent donc d'un facteur de huit, par exemple en écrivant « ordinateur doté de 4 Gb de RAM » au lieu de « ordinateur doté de 4 GB de RAM » ou « ordinateur doté de 4 Go de RAM ».
La capacité des cartouches de jeu vidéo est généralement donnée en bits, ce qui fait exception à l'usage répandu du byte ou de l'octet pour la mesure d'une mémoire complète. Cela permet d'utiliser de plus grands nombres dans la communication, en écrivant « cartouche de 8 Mb » (8 mégabits) au lieu de « cartouche de 1 Mo » (1 mégaoctet).

## Bytesmultiples
En informatique, lorsqu’un processeur est capable de traiter plusieurs bytes en tant qu’entité unique, on appelle cette entité un « mot ». Les tailles de mot les plus courantes sont :
- 16 bits, rarement appelé « seizet » ou « doublet » ;
- 32 bits, rarement appelé « trente-deuzet » ou « quadlet » ;
- 64 bits, rarement appelé « octlet ».

Comme pour les octets, les multiples sont kilobyte, mégabyte, gigabyte, etc. pour des puissances de 10. Lorsqu'on utilise des puissances de 210 on utilise kibibyte, mébibyte, gibibyte, etc.